# خيسوس تامايو
خيسوس تامايو (بالإسبانية: Jesús Tamayo) (17 يوليو 1994 في إسبانيا - ) هو لاعب كرة قدم إسباني في مركز الهجوم. لعب مع نادي ألكوركون وAD Alcorcón B ‏.

## وصلات خارجية
- خيسوس تامايو على موقع قاعدة بيانات كرة القدم.إي يو (الإنجليزية)
- خيسوس تامايو على موقع Soccerway.com (الإنجليزية)
- خيسوس تامايو على موقع AS.com (الإسبانية)